# Вила Сант'Анђело (Л'Аквила)
Вила Сант'Анђело (итал. Villa Sant'Angelo) је насеље у Италији у округу Л'Аквила, региону Абруцо.
Према процени из 2011. у насељу је живело 372 становника. Насеље се налази на надморској висини од 589 м.

## Партнерски градови
- Finale Emilia